# Джонсон, Коди
Коди Джонсон (англ. Cody Daniel Johnson) — американский кантри-музыкант, певец и автор-исполнитель из штата Техас. Он самостоятельно выпустил шесть альбомов, включая Gotta Be Me, который дебютировал под вторым номером в чарте Billboard Country Albums, прежде чем выпустить свой первый альбом на крупном лейбле Ain’t Nothin’ to It в январе 2019 года. Он выпустил свой второй альбом на крупном лейбле, Human: The Double Album, в октябре 2021 года. Стиль Джонсона классифицируется как современное кантри и неотрадиционалистское кантри, черпая влияние у таких исполнителей, как Джордж Стрейт и Вилли Нельсон. Его песня «'Til You Can’t» выиграла Грэмми-2023 в категории За лучшую кантри-песню и получила две награды на церемонии Country Music Association Awards в 2022 году.

## Биография
Коди Дэниел Джонсон, также известный как «CoJo», родился 21 мая 1987 года в Себастополе, штат Техас и воспитывался там своими родителями, Шейлой и Карлом Джонсонами. Он начал заниматься музыкой в возрасте 12 лет. Он учился у своего отца, который выступал в их местной церкви. Там Коди научился петь и играть на нескольких инструментах, а также читать и понимать музыку. Он начал выступать в школе и барах, где обнаружил, что людям нравится его музыка. В то же время он профессионально катался на быках на местных родео и даже работал вместе с отцом в местной тюрьме. В возрасте 19 лет начальник тюрьмы убедил Коди посвятить все своё время музыкальной карьере.

## Музыкальный стиль
Музыку Коди Джонсона относят к современному кантри, неотрадиционалистскому кантри или ковбойскому стилю. Маркус Даулинг из CMT заявил, что многие считают Джонсона лидером движения «назад к кантри» в индустрии. В интервью Бретту Каллвуду Джонсон описал свою музыку как основанную на нескольких жанрах: «Я не уверен, назовёте ли вы меня техасцем или красной грязью, мейнстримом или кантри вне закона. Я просто всегда говорю, что я — это я. Я звучу так, как я звучу, и я не пытаюсь быть кем-то, кем я не являюсь».

## Влияния
Джонсона вдохновляют многие исполнители, которые считаются представителями традиционной музыки кантри: Джордж Стрейт, Вилли Нельсон, Мерл Хаггард, Хэнк Уильямс и Лоретта Линн. В интервью Энди Лангеру и журналу Texas Monthly в 2019 году он заявил, что его вдохновляют два исполнителя в частности: «Традиционная кантри-музыка в стиле Джорджа Стрейта — это то, что мне нравится, и это то, за что я выступаю. Но в то же время нежелание Вилли Нельсона колебаться в том, кто он есть, значит не меньше». Джонсон черпает вдохновение в своём кантри, занимаясь ездой на быках и работая в тюремной системе, что, по его словам, повлияло на его песни, такие как «Guilty as Can Be». В интервью Бретту Каллвуду из Westword Джонсон говорил о влиянии предыдущего опыта работы: «Это (Guilty as Can Be) была выдуманная история о парне, который поймал свою жену на измене, попал в тюрьму и все такое. Я отдал дань уважения своим тюремным годам». Кроме того, его жизненный опыт, когда он чуть не попал в авиакатастрофу, повлиял на песню «Til You Can’t», а драки в баре — на песню «Billy’s Brother».

## Дискография
Дискография Коди Джонсона включает следующие релизы:

### Студийные альбомы
- Black and White Label (2006)
- Live and Rocking (2007)
- Six Strings One Dream (2009)
- A Different Day (2011)
- Cowboy Like Me (2014)
- Gotta Be Me (2016)
- Ain’t Nothin' to It (2019)
- Human: The Double Album (2021)
- Leather (2023)

## Награды и номинации

### Grammy Awards
| Год  | Номинируемая работа | Категория                              | Результат |
| ---- | ------------------- | -------------------------------------- | --------- |
| 2023 | «'Til You Can’t»    | Премия «Грэмми» за лучшую кантри-песню | Победа    |

### American Music Awards
| Год  | Номинируемая работа     | Категория                    | Результат |
| ---- | ----------------------- | ---------------------------- | --------- |
| 2022 | Коди Джонсон            | Favorite Country Male Artist | Номинация |
| 2022 | Human: The Double Album | Favorite Country Album       | Номинация |
| 2022 | «’Til You Can’t»        | Favorite Country Song        | Номинация |

### People’s Choice Country Awards
| Год  | Номинируемая работа | Категория                | Результат |
| ---- | ------------------- | ------------------------ | --------- |
| 2024 | Cody Johnson        | Male Artist of 2024      | Номинация |
| 2024 | Leather             | Album of 2024            | Номинация |
| 2024 | «Dirt Cheap»        | Male Song of 2024        | Номинация |
| 2024 | «Dirt Cheap»        | Storyteller Song of 2024 | Победа    |

### iHeartRadio Music Awards
| Год  | Номинируемая работа | Категория               | Результат |
| ---- | ------------------- | ----------------------- | --------- |
| 2023 | Коди Джонсон        | Best New Country Artist | Победа    |

### CMT Music Awards
| Год  | Номинируемая работа                         | Категория                                 | Результат |
| ---- | ------------------------------------------- | ----------------------------------------- | --------- |
| 2022 | «'Til You Can't»                            | Male Video of the Year                    | Победа    |
| 2022 | «Dear Rodeo»                                | CMT Digital-First Performance of the Year | Победа    |
| 2023 | «Human»                                     | Male Video of the Year                    | Номинация |
| 2023 | «'Til You Can’t» (из 2022 CMT Music Awards) | CMT Performance of the Year               | Победа    |
| 2024 | «The Painter»                               | Video of the Year                         | Номинация |
| 2024 | «The Painter»                               | Male Video of the Year                    | Номинация |
| 2024 | «Human» (из 2023 CMT Music Awards)          | CMT Performance of the Year               | Номинация |

### Academy of Country Music Awards
| Год  | Номинируемая работа | Категория                   | Результат |
| ---- | ------------------- | --------------------------- | --------- |
| 2020 | Cody Johnson        | New Male Artist of the Year | Номинация |
| 2021 | Cody Johnson        | New Male Artist of the Year | Номинация |
| 2023 | «'Til You Can't»    | Single of the Year          | Номинация |
| 2023 | «'Til You Can't»    | Song of the Year            | Номинация |
| 2023 | «'Til You Can't»    | Visual Media of the Year    | Номинация |
| 2024 | Cody Johnson        | Entertainer of the Year     | Номинация |
| 2024 | Cody Johnson        | Male Artist of the Year     | Номинация |
| 2024 | Leather             | Album of the Year           | Номинация |
| 2024 | «The Painter»       | Song of the Year            | Номинация |
| 2024 | «Human»             | Visual Media of the Year    | Номинация |

### Country Music Association Awards
| Год  | Номинируемая работа | Категория                 | Результат |
| ---- | ------------------- | ------------------------- | --------- |
| 2019 | Коди Джонсон        | New Artist of the Year    | Номинация |
| 2022 | Коди Джонсон        | New Artist of the Year    | Номинация |
| 2022 | «'Til You Can’t»    | Single of the Year        | Победа    |
| 2022 | «'Til You Can’t»    | Music Video of the Year   | Победа    |
| 2022 | Коди Джонсон        | Male Vocalist of the Year | Номинация |
| 2023 | Коди Джонсон        | Male Vocalist of the Year | Номинация |
| 2024 | Коди Джонсон        | Male Vocalist of the Year | Ожидается |
| 2024 | «Dirt Cheap»        | Single of the Year        | Ожидается |
| 2024 | «Dirt Cheap»        | Music Video of the Year   | Ожидается |
| 2024 | «The Painter»       | Music Video of the Year   | Ожидается |